# ルイーズ・ド・サヴォワ
ルイーズ・ド・サヴォワ（フランス語：Louise de Savoie, 1476年9月11日 - 1531年9月22日）は、フランス王フランソワ1世の母。アングレーム伯シャルル・ドルレアンの妻。イタリア名はルイーザ・ディ・サヴォイア（Luisa di Savoia）。1515年、1525年から1526年、および息子の不在中の1529年にフランスの摂政を務めた。自身の権利によりオーヴェルニュ女公およびブルボン女公（在位：1522年 - 1531年）。

## 生涯

### 生い立ち
ルイーズはサヴォイア公フィリッポ2世と最初の妻マルグリット・ド・ブルボン（ブルボン公シャルル1世の娘）の娘である。サヴォイア公フィリベルト2世は同母弟、カルロ3世は異母弟である。また、ルイ11世の王妃シャルロット・ド・サヴォワは叔母に当たる。
7歳のときに母マルグリットが亡くなったため、シャルル8世の姉で摂政のアンヌ・ド・ボージューに育てられた。アンボワーズにおいてマルグリット・ドートリッシュ（皇帝マクシミリアン1世とマリー・ド・ブルゴーニュの娘）に会った。マルグリット・ドートリッシュはシャルル8世の婚約者であり、ルイーズは数十年後に和平交渉を行うこととなる。

### 結婚
ルイーズは11歳のとき、1488年2月16日にアングレーム伯シャルル・ドルレアンとパリにおいて結婚した。しかし、ルイーズが夫と暮らし始めたのは15歳のときであった。夫には2人の愛妾がいたにもかかわらず、結婚生活は不幸なものではなく、夫妻はともに書籍を好んだ。
シャルルの家政は、女官長で愛妾のコンブロンド女領主アントワネット・ド・ポリニャックによって取り仕切られ、シャルルとの間にジャンヌ・ド・アングレームとマドレーヌという2人の庶子をもうけていた。アントワネットはルイーズの女官となり、親友となった。アントワネットの子供たちはルイーズの子供たちと一緒に育てられた。シャルルは、同じくアングレーム城に住んでいた愛妾ジャンヌ・ル・コントとの間にもソーヴレーヌという庶子をもうけていた。ルイーズは後に夫の庶子らの結婚を手配することになる。
夫妻の最初の子供であるマルグリットは1492年4月11日に生まれた。また、第2子であるフランソワは1494年9月12日に生まれた。
1495年の冬に夫が乗馬に出かけた後に病気になった際、ルイーズは夫を看護し、1496年1月1日に夫が亡くなったときは悲しみに暮れた。

### 未亡人として
19歳という若さで未亡人になったとき、ルイーズは子供たちを巧みに操り、それぞれに有望な将来が約束された立場に就かせた。ルイーズと子供たちは2年間コニャックに留まったが、夫の従兄弟であるルイ12世の即位に伴い、ルイーズは家族とともに宮廷に移った。
ルイーズは政治と外交の複雑さを鋭く認識しており、ルネサンス期のイタリアにおける芸術と科学の進歩に深い関心を持っていた。ルイーズは、フォルリ出身のイタリア人聴罪司祭クリストフォロ・ヌマイの支援も受けて、子供たちがイタリア・ルネッサンスの精神のもと教育されるよう努めた。ルイーズは子供たちのために特別に本を注文し、息子フランソワにイタリア語とスペイン語を教えた。
1505年にルイ12世は病気になったとき、ルイーズの息子フランソワが自らの後継者となり、ルイーズと自身の王妃アンヌ・ド・ブルターニュの両者が摂政団の一員となるべきであると決定した。この後ルイ12世は回復し、フランソワは国王のお気に入りとなり、ルイ12世は1514年5月8日に娘のクロード・ド・フランスとフランソワを結婚させた。結婚後、ルイ12世はフランソワを後継者に指名した。

### 王母として
1515年1月1日にルイ12世が死去すると、息子フランソワ1世がフランス王となった。1515年2月4日にルイーズはアングレーム女公となり、1524年4月15日にはアンジュー女公となった。

#### ブルボン領の継承
ルイーズの母マルグリットはブルボン家嫡流の最後の公爵の姉妹であったが、1521年にブルボン女公シュザンヌが亡くなった後、ルイーズは血縁の近さを根拠にブルボン家の保持するオーヴェルニュ公位などの権利を主張した。このため、息子の支援を受けてシュザンヌの夫であったブルボン公シャルル3世と対立するようになり、ブルボン家の相続問題を解決するためにシャルル3世との結婚を提案した。ルイーズはシャルル3世からこれを拒否されたとき、シャルル3世を弱体化させようと扇動した。これによりシャルル3世は追放され、神聖ローマ皇帝カール5世の下へ走り、フランス王と戦争をすることで失われた地位を取り戻そうとした。しかし失われた領地と称号を取り戻すことができず、1527年に亡くなった。ルイーズはオーヴェルニュを取り戻し、息子の名において女公となった。

#### 摂政

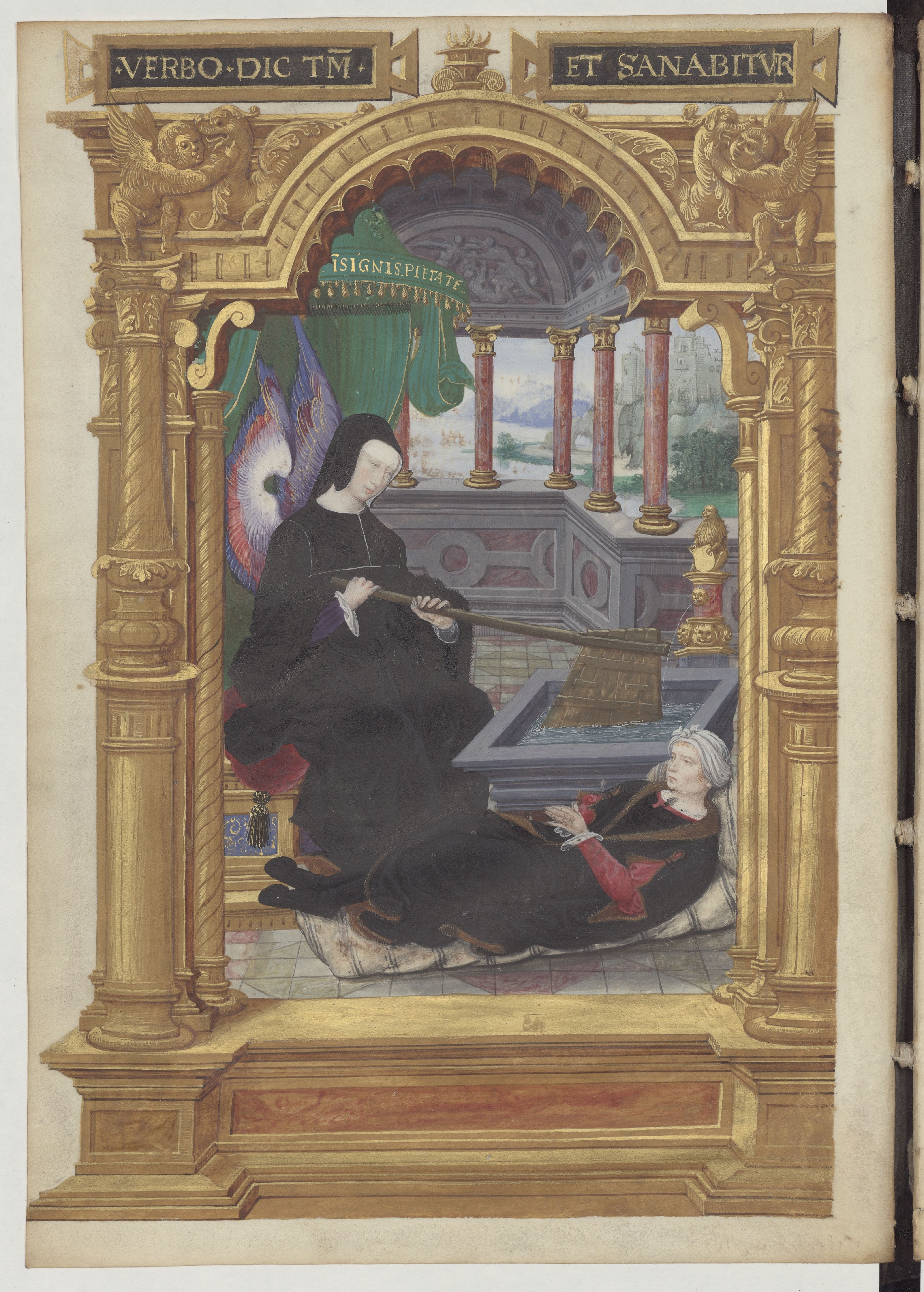
捕虜となった息子に代わりフランスを統治する王母ルイーズ・ド・サヴォワ、手前に寝そべるのは同盟者のスレイマン大帝

ルイーズは、息子フランソワ1世の治世の初期には息子に代わって政治活動を続け、フランソワ1世の不在中には摂政を務めた。ルイーズは、フランソワ1世がイタリアで戦争に参加していた1515年と、フランソワ1世がスペインで捕虜となっていた1525年から1526年にかけて再びフランスの摂政を務めた。
1524年、ルイーズは使用人の一人であるジャン＝ジョアヒム・ダ・パッサーノをロンドンに派遣し、ウルジー枢機卿との和平条約締結のため非公式に交渉を開始した。交渉は成功しなかったが、翌年のモア条約の下地が整えられたものとみられる。
ルイーズはスレイマン1世に援助を求める使節団を送り、オスマン帝国との友好関係を開始したが、その使節団は途中ボスニアで行方不明となった。1525年12月、ジャン・フランジパニ率いる2回目の使節団が派遣され、使節団はフランソワ1世の救出とハプスブルク家への攻撃を求める密書を携え、オスマン帝国の首都コンスタンティノープルに到着することができた。1526年2月6日、フランジパニはスレイマンから肯定的な返答を携えて帰国し、フランス・オスマン帝国同盟の第一歩を踏み出した。
ルイーズは、1529年8月3日にフランスと神聖ローマ帝国との間で締結されたカンブレー条約のために交渉を行った。「貴婦人の和約」と呼ばれるこの条約は、ヴァロワ家のフランス王フランソワ1世とハプスブルク家の神聖ローマ皇帝カール5世の間で起こったコニャック同盟戦争を終結させた。この条約はイタリアにおけるハプスブルク家の当面の覇権を確認した。この条約は、フランス側は王太后ルイーズ、神聖ローマ帝国側はルイーズの義妹であるマルグリット・ドートリッシュが署名した。

### 死
ルイーズは1531年9月22日にペストによりグレ＝シュル＝ロワンで亡くなった。遺体はサン＝ドニ大聖堂に埋葬された。ルイーズの死後、オーヴェルニュを含む領地は王領とされた。娘マルグリット（ナバラ王妃）の娘ジャンヌ・ダルブレの息子である、曾孫のナバラ王アンリがフランス王アンリ4世として即位したため、ルイーズはフランスのブルボン朝の祖先となった。

## 家族
1488年2月16日、11歳の時にパリでシャルル・ドルレアンと結婚した。2人の間には1男1女が生まれたが、1496年にシャルルとは死別している。
- マルグリット（1492年 - 1549年） - アランソン公シャルル4世と結婚、のちナバラ王兼アルブレ伯アンリ・ダルブレと結婚。
- フランソワ1世（1494年 - 1547年） - フランス王（1515年 - 1547年）となる